# 石塚久美子
石塚 久美子（いしづか くみこ、1965年4月16日 - ）は、日本の女優。東京都出身。

## 来歴
國學院高等学校卒業。青年座研究所卒業後（12期生）、1988年4月1日に劇団青年座に入団。

## 人物
身長160cm。体重47kg。
趣味は読書、育児、歌うこと。

## 出演作品

### テレビドラマ
- 監察医・室生亜季子（山野）
- 外科医有森冴子
- 懲りない女たち

### テレビ番組
- スタンダード日本語講座

### 映画
- こんな夢を見た
- FLIRT/フラート

### 舞台
- ゲットー
- サーカス物語（エリ）
- 三文オペラ（ルーシー・ブラウン）
- ブンナよ、木からおりてこい
- 宮城野（宮城野）
- 屋根の上のヴァイオリン弾き

### テレビアニメ
- 名探偵コナン（1997年、江角果歩）

### CM
- 大関
- キリンビール
- 東芝